# Veronika Giuliani
Veronika Giuliani (27. prosince 1660 Mercatello sul Metauro, Itálie – 9. července 1727 Città di Castello, Itálie) byla italská řádová sestra. Narodila se do rodiny skromných poměrů. Byla nejmladší ze sedmi dětí. Dne 17. července 1677 byla přijata do řádu sester klarisek – kapucínek v Città di Castello.

## Životopis
Giuliani byla celý život oddána ukřižovanému Kristu, což se nakonec projevilo i fyzickými znameními. V roce 1694 se na jejím čele objevily znaky trnové koruny a v roce 1697 pět ran na jejím těle. Giuliani byla pokořena samotnými stigmaty i tím, že její biskup přísně ověřoval její zkušenost. Vyřadil ji z běžného života komunity a podrobil ji neustálému pozorování. Když zjistil, že jevy jsou autentické, dovolil jí vrátit se k běžnému klášternímu životu a pokračovat ve službě sestrám.
Papež Pius VII. ji blahořečil 17. června 1804 a papež Řehoř XVI. ji kanonizoval 26. května 1839.